# Джефф Горнасек
Джеффрі Джон Горнасек (англ. Jeffrey John Hornacek, нар. 3 травня 1963, Елмгерст, Іллінойс, США) — американський професіональний баскетболіст, що грав на позиції атакувального захисника за декілька команд НБА, зокрема за «Юта Джаз», яка навіки закріпила за ним ігровий №14. Згодом — баскетбольний тренер, тренував такі команди як «Фінікс Санз» та «Нью-Йорк Нікс».

## Ігрова кар'єра
На університетському рівні грав за команду Айова Стейт (1982–1986), якій допоміг дійти до 1/8 фіналу турніру NCAA 1986 року.
1986 року був обраний у другому раунді драфту НБА під загальним 46-м номером командою «Фінікс Санз». Захищав кольори команди з Фінікса протягом наступних 6 сезонів. За цей час разом з командою двічі доходив до фіналів Західної конференції. Взимку 1992 року зіграв у матчі всіх зірок.
З 1992 по 1994 рік також грав у складі «Філадельфія Севенті-Сіксерс», куди перейшов разом з Ендрю Ленгом та Тімом Перрі в обмін на Чарльза Барклі.
Останньою ж командою в кар'єрі гравця стала «Юта Джаз», до складу якої він приєднався 1994 року в обмін на Джеффа Мелоуна. Відіграв за команду з Солт-Лейк-Сіті 6 сезонів. У команді доповнював дует Карла Мелоуна та Джона Стоктона. 1997 та 1998 року брав участь у фіналах НБА, де Юта двічі поступалася «Чикаго Буллз». Двічі вигравав конкурс триочкових кидків НБА.

## Статистика виступів в НБА

### Регулярний сезон
| Сезон              | Команда                       | GP    | GS  | MPG  | FG%  | 3P%  | FT%  | RPG | APG | SPG | BPG | PPG  |
| ------------------ | ----------------------------- | ----- | --- | ---- | ---- | ---- | ---- | --- | --- | --- | --- | ---- |
| 1986–87            | «Фінікс Санз»                 | 80    | 3   | 19.5 | .454 | .279 | .777 | 2.3 | 4.5 | 0.9 | 0.1 | 5.3  |
| 1987–88            | «Фінікс Санз»                 | 82    | 49  | 27.4 | .506 | .293 | .822 | 3.2 | 6.6 | 1.3 | 0.1 | 9.5  |
| 1988–89            | «Фінікс Санз»                 | 78    | 73  | 31.9 | .495 | .333 | .826 | 3.4 | 6.0 | 1.7 | 0.1 | 13.5 |
| 1989–90            | «Фінікс Санз»                 | 67    | 60  | 34.0 | .536 | .408 | .856 | 4.7 | 5.0 | 1.7 | 0.2 | 17.6 |
| 1990–91            | «Фінікс Санз»                 | 80    | 77  | 34.2 | .518 | .418 | .897 | 4.0 | 5.1 | 1.4 | 0.2 | 16.9 |
| 1991–92            | «Фінікс Санз»                 | 81    | 81  | 38.0 | .512 | .439 | .886 | 5.0 | 5.1 | 2.0 | 0.4 | 20.1 |
| 1992–93            | «Філадельфія Севенті-Сіксерс» | 79    | 78  | 36.2 | .470 | .390 | .865 | 4.3 | 6.9 | 1.7 | 0.3 | 19.1 |
| 1993–94            | «Філадельфія Севенті-Сіксерс» | 53    | 53  | 37.6 | .455 | .313 | .873 | 4.0 | 5.9 | 1.8 | 0.2 | 16.6 |
| 1993–94            | «Юта Джаз»                    | 27    | 9   | 30.6 | .509 | .429 | .891 | 2.5 | 3.9 | 1.2 | 0.1 | 14.6 |
| 1994–95            | «Юта Джаз»                    | 81    | 81  | 33.3 | .514 | .406 | .882 | 2.6 | 4.3 | 1.6 | 0.2 | 16.5 |
| 1995–96            | «Юта Джаз»                    | 82    | 59  | 31.6 | .502 | .466 | .893 | 2.5 | 4.1 | 1.3 | 0.2 | 15.2 |
| 1996–97            | «Юта Джаз»                    | 82    | 82  | 31.6 | .482 | .369 | .899 | 2.9 | 4.4 | 1.5 | 0.3 | 14.5 |
| 1997–98            | «Юта Джаз»                    | 80    | 80  | 30.8 | .482 | .441 | .885 | 3.4 | 4.4 | 1.4 | 0.2 | 14.2 |
| 1998–99            | «Юта Джаз»                    | 48    | 48  | 29.9 | .477 | .420 | .893 | 3.3 | 4.0 | 1.1 | 0.3 | 12.2 |
| 1999–00            | «Юта Джаз»                    | 77    | 77  | 27.7 | .492 | .478 | .950 | 2.4 | 2.6 | 0.9 | 0.2 | 12.4 |
| Усього за кар'єру  | Усього за кар'єру             | 1,077 | 910 | 31.5 | .496 | .403 | .877 | 3.4 | 4.9 | 1.4 | 0.2 | 14.5 |
| В іграх усіх зірок | В іграх усіх зірок            | 1     | 0   | 24.0 | .714 | .500 | –    | 2.0 | 3.0 | 1.0 | 0.0 | 11.0 |

### Плей-оф
| Сезон             | Команда           | GP  | GS  | MPG  | FG%  | 3P%  | FT%  | RPG | APG | SPG | BPG | PPG  |
| ----------------- | ----------------- | --- | --- | ---- | ---- | ---- | ---- | --- | --- | --- | --- | ---- |
| 1989              | «Фінікс Санз»     | 12  | 12  | 31.2 | .497 | .000 | .840 | 5.8 | 5.2 | 1.3 | 0.3 | 14.1 |
| 1990              | «Фінікс Санз»     | 16  | 16  | 36.4 | .511 | .250 | .932 | 3.9 | 4.6 | 1.5 | 0.0 | 18.6 |
| 1991              | «Фінікс Санз»     | 4   | 4   | 36.3 | .431 | .500 | .929 | 6.3 | 2.0 | 0.8 | 0.5 | 18.3 |
| 1992              | «Фінікс Санз»     | 8   | 8   | 42.9 | .484 | .471 | .912 | 6.4 | 5.3 | 1.8 | 0.3 | 20.4 |
| 1994              | «Юта Джаз»        | 16  | 16  | 34.9 | .475 | .441 | .912 | 2.4 | 4.0 | 1.5 | 0.4 | 15.4 |
| 1995              | «Юта Джаз»        | 5   | 5   | 35.6 | .510 | .538 | .786 | 1.2 | 4.0 | 1.6 | 0.2 | 14.0 |
| 1996              | «Юта Джаз»        | 18  | 18  | 35.8 | .502 | .586 | .890 | 3.6 | 3.3 | 1.1 | 0.2 | 17.5 |
| 1997              | «Юта Джаз»        | 20  | 20  | 35.2 | .433 | .358 | .876 | 4.5 | 3.7 | 1.1 | 0.2 | 14.6 |
| 1998              | «Юта Джаз»        | 20  | 20  | 31.8 | .416 | .467 | .846 | 2.5 | 3.2 | 1.0 | 0.2 | 10.9 |
| 1999              | «Юта Джаз»        | 11  | 11  | 27.6 | .462 | .389 | .879 | 3.7 | 2.4 | 1.0 | 0.0 | 12.2 |
| 2000              | «Юта Джаз»        | 10  | 10  | 29.7 | .422 | .409 | .833 | 3.0 | 3.3 | 1.0 | 0.0 | 11.5 |
| Усього за кар'єру | Усього за кар'єру | 140 | 140 | 34.0 | .470 | .433 | .886 | 3.8 | 3.8 | 1.2 | 0.2 | 14.9 |

## Тренерська робота
2011 року розпочав тренерську кар'єру, ставши асистентом головного тренера команди «Юта Джаз». 
2013 року повноцінно очолив тренерський штаб команди «Фінікс Санз», де пропрацював до 2016 року. У грудні 2013 року виграв нагороду Найкращого тренера місяця НБА. За підсумками першого сезону здобув 48 перемог при 34 поразках, чого було недостатньо для плей-оф. Незважаючи на це, посів друге місце у голосуванні за найкращого тренера року НБА, поступившись лише Греггу Поповичу.
2016 року був призначений головним тренером команди «Нью-Йорк Нікс», з якою пропрацював до 2018 року. Звільнений через незадовільні результати команди.
30 листопада 2020 року став асистентом головного тренера «Г'юстон Рокетс», де пропрацював 2 роки.
2022 року став тренерським консультантом у «Юті».

### Тренерська статистика
| Команда         | Сезон   | G   | W   | L   | W–L% | Місце                 | PG | PW | PL | PW–L% | Результат            |
| --------------- | ------- | --- | --- | --- | ---- | --------------------- | -- | -- | -- | ----- | -------------------- |
| «Фінікс Санз»   | 2013–14 | 82  | 48  | 34  | .585 | 3-є в Тихоокеанському | —  | —  | —  | —     | не вийшли до плей-оф |
| «Фінікс Санз»   | 2014–15 | 82  | 39  | 43  | .476 | 3-є в Тихоокеанському | —  | —  | —  | —     | не вийшли до плей-оф |
| «Фінікс Санз»   | 2015–16 | 49  | 14  | 35  | .286 | (звільнений)          | —  | —  | —  | —     | —                    |
| «Нью-Йорк Нікс» | 2016–17 | 82  | 31  | 51  | .378 | 3-є в Атлантичному    | —  | —  | —  | —     | не вийшли до плей-оф |
| «Нью-Йорк Нікс» | 2017–18 | 82  | 29  | 53  | .354 | 4-е в Атлантичному    | —  | —  | —  | —     | не вийшли до плей-оф |
| Усього          |         | 277 | 161 | 216 | .427 |                       | —  | —  | —  | —     | —                    |